# Aktienbrauerei Kaufbeuren

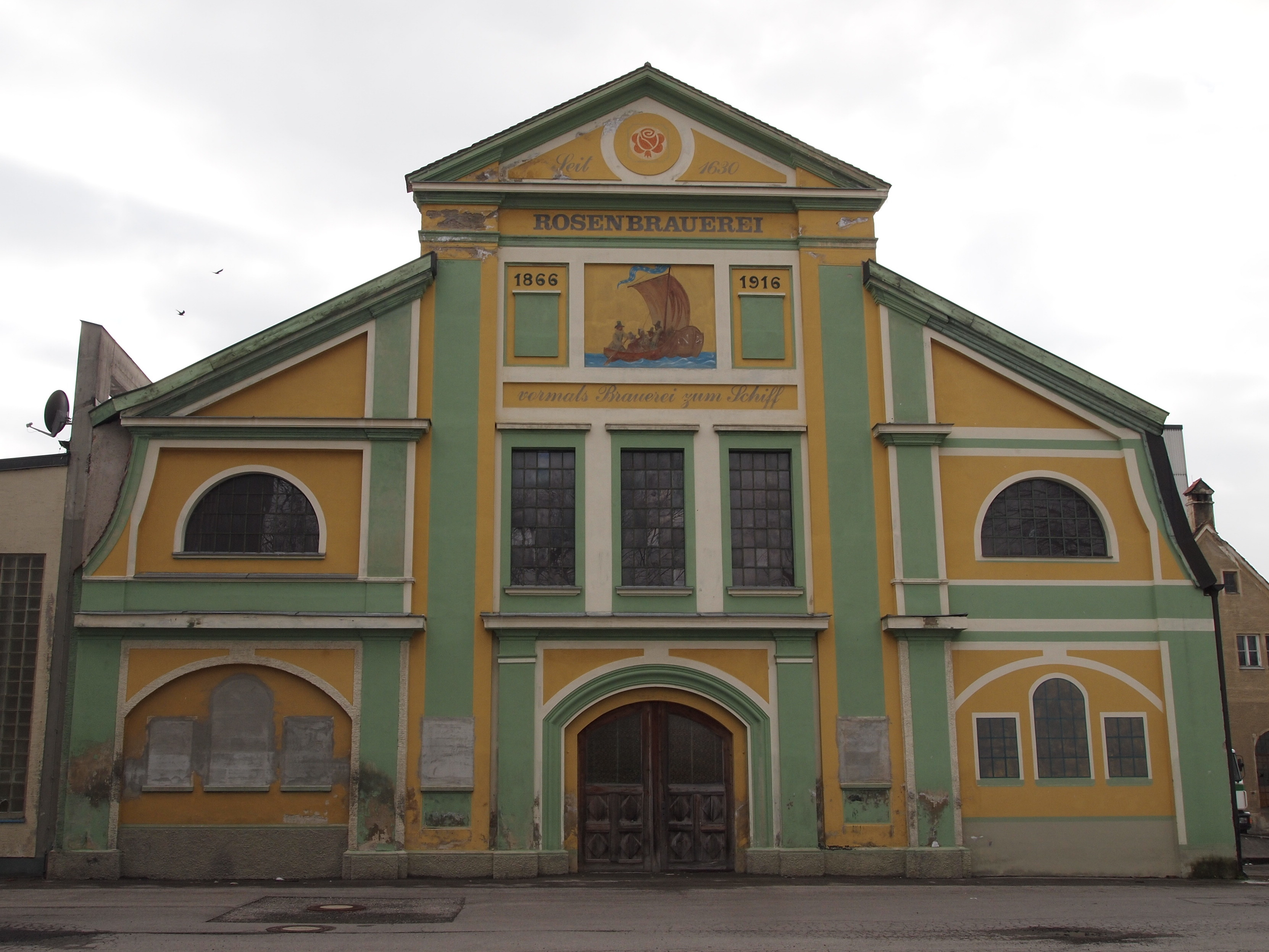
De "Zeppelin-Halle" van de Rosenbrauerei Kaufbeuren, die in 1997 als laatste overgebleven concurrent in Kaufbeuren werd overgenomen door de Aktienbrauerei

Aktienbrauerei Kaufbeuren (ABK) is een brouwerij in Kaufbeuren (Duitsland). Deze bestaat sinds 1308 en is de oudste nog bestaande brouwerij in Kaufbeuren, tevens een van de oudste in Duitsland. Ze werd opgericht door een zekere Heinrich der Twinger. Oorspronkelijk heette ze "Zur Goldenen Traube". De brouwerij was vanaf 1799 in handen van de familie Walch. In 1885 werd het als een van de eerste ondernemingen in Beieren een naamloze vennootschap (huidige rechtsvorm: GmbH). Bedrijfsleider (in 2017) is Werner Sill. De omzet bedraagt ongeveer 16,5 miljoen euro per jaar, de jaarproductie ligt rond de 100.000 hectoliter bier.

## Bieren
De brouwerij produceert een uitgebreid gamma van bieren en alcoholvrije dranken. Enkele daarvan zijn:
- ABK Hell "Das blaue" (5% alcoholpercentage)
- ABK Edel Spezialbier (5,8%)
- ABK Hefeweizen "Anno 25" (Weizenbier, 5,3%)
- ABK Dunkles Weizen "Steingadener" (5,2%)
- ABK Leichtes Weizen "Kaiser Maximilian" (2,8%)
- ABK Schwarz Lagerbier (donker lagerbier, 4,8%)
- ABK Kellerbier "Naturtrüb" (5,1%)

In 2016 brouwde de Aktienbrauerie een speciaal bier "Beurer Urtrunk" ter gelegenheid van 500 jaar Beiers Reinheitsgebot (uit 1516).